# Leslie Irvin
Leslie Leroy Irvin (* 10. September 1895 in Los Angeles, Kalifornien; † 9. Oktober 1966), Spitzname „Sky High“ Irvin, machte den ersten Freifall-Fallschirmsprung am 29. April 1919.
Irvin wurde in Los Angeles geboren. Mit 14 Jahren sprang er zum ersten Mal mit einem Fallschirm.
Für den Film Sky High absolvierte er 1914 den ersten Sprung aus einem Flugzeug aus einer Höhe von 1000 Fuß (ca. 900 Meter).
Als 23-Jähriger kam er zum Fallschirm-Rettungsteam des Army Air Corps. Im April 1919 sprang er vom McCook Air Field nahe Dayton, Ohio, aus 1000 Fuß Höhe mit einem Schirm auf dem Rücken, dessen Reißleine er selbst nach freiem Fall zog. Es war der erste Absprung mit einem manuell betätigten Fallschirm. Der Sprung verlief erfolgreich bis auf eine harte Landung: Irvin brach sich bei der Rückkehr auf den Boden ein Bein.
Der Konstrukteur des Fallschirms, der auch das Flugzeug steuerte, war Floyd Smith. Er hatte mit Irvin im Zirkus zusammen am Trapez gearbeitet. Gefertigt war der Fallschirm von Major EC Hoffman (U.S. Air Service Engineering Division). Lesley Irvin konnte seinen Sprung kommerziell vermarkten: er gründete weniger als zwei Monate später die Irvin Fallschirmfabrik in Buffalo, New York, die schnell zum größten Hersteller der Welt wurde. Er entwickelte 1918 seinen eigenen Rettungsfallschirm und sprang selbst viele Male mit ihm.

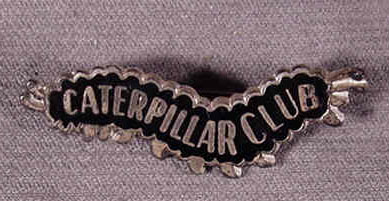
Goldnadel des Caterpillarclub

Eine frühe Broschüre der Irvin Air Chute Company zählt William O’Connor am 24. August 1920 vom McCook Field als die erste Person, die von einem Irvin-Fallschirm gerettet wurde.
Zwei Jahre später schrieb Irvins Unternehmen die Auszeichnung einer Goldnadel für Piloten aus, die erfolgreich mit einem Irvin-Schirm aus einem abstürzenden Flugzeug gesprungen waren (siehe Caterpillar Club). Während der 1930er Jahre waren seine Fallschirme bei vierzig Luftwaffen im Einsatz. Während des Zweiten Weltkrieges retteten Irvin-Fallschirme über 10.000 Menschenleben.
Als Flugzeuge in immer größere Höhen vorstießen, wurden die Piloten und Flugzeugbesatzungen mit immer niedrigeren Temperaturen konfrontiert. Irvin entwickelte und produzierte die klassische Fliegerjacke aus Schafsfell, um ihren Bedürfnissen zu entsprechen.
Später stellte die Firma auch Autosicherheitsgurte, Hebegurte für Lastenbewegungen und sogar Eindosungsmaschinen her. Heutzutage ist die Firma bekannt als Airborne Systems und spezialisiert auf Fallschirme und aufblasbare Lebensrettungsausrüstung.